# Marcel Courtonne
Marcel Joseph Hippolyte Courtonne (geb. 8. Juni 1883; gest. 12. August 1954) war ein französischer Organist und Komponist.

## Werdegang
Marcel Courtonnes Eltern waren Jean Marie Hyppolite Courtonne (1846–1908), Ritter der Ehrenlegion, und Joséphine Alexandrine Aguesse (1856–1935), sein Bruder Yves Jules Marie Joseph Courtonne (1892–1974).
Im Alter von 18 Jahren veröffentlichte er im Le journal des Organistes zwei Orgelstücke, darunter die „Toccata en ut mineur“. Er erlangte die Priesterweihe am 19. Juni 1906. Von März 1907 bis Juli 1909 war er Chororganist der Kathedrale von Nantes.
Courtonne war Schüler der „Schola Cantorum“ in Paris bei Louis Vierne und Abel Decaux, studierte Komposition bei Vincent d’Indy sowie Musikgeschichte, Kontrapunkt und Fuge. Vierne und d’Indy vermittelten ihm Einflüsse von César Franck und Gabriel Fauré. Marcel Courtonne verehrte gleichermaßen Debussy und Ravel. 1922 wurde er zum Titularorganisten der Orgeln der Kathedrale von Nantes berufen. Er ließ das Instrument restaurieren (durch F. H. Clicquot), wobei der Großteil der Orgel bewahrt wurde; wieder eingeweiht wurde sie durch Louis Vierne 1933.
1934 gründete er das Journal L’organiste und leitete es bis 1951 mit großem Erfolg. Als Orgellehrer veröffentlichte er zwei Werke mit dem Titel Méthodes d’harmonium ou d’orgue. 1937 begründete er die Musikschule „César Franck“, in der er seine Schüler ausbildete, aber auch Konzerte und Konferenzen organisierte.
Courtonne war als Interpret und Improvisator geschätzt. Von 1944 bis 1950 war er musikalischer Kolumnist für Ost-Frankreich. Sein Nachfolger als Organist wurde sein Schüler Félix Moreau.

## Werke

### Orgelwerke
- Grand Choeur pour Entreé (Improvisation)
- Suite élégiaque (1919)
- Six grands offertoires pour Noël
- 19 pièces faciles pour harmonium ou orgue sans pédale
- Cantilène nuptiale (1942)
- weitere Werke in L’Organiste, u. a. Toccata en ut mineur (1906)
- Symphonie pour Grand-Orgue (unveröffentlicht)

### Weitere Werke
- Petite suite, Klavier vierhändig
- Deux pièces pour piano (1943)
- Messe solennelle en l’honneur de Notre-Dame de la Blanche (1932)
- Messe dédiée à Mgr Villepelet (1954)
- Scimus christum Surrexine, Motette für Chor, Bläser und 2 Orgeln
- Sept cantiques spirituels sur les Béatitudes
- Cinq cantiques pour Noël et en l’honneur de la Sainte Vierge
- Chorwerke Athalie und L’enfant prodigue
- Cantate aux morts de la guerre

Schriften
- Méthode intuitive
- Méthode élémentaire et complète[3]